# Бао Шаньцзюй
Бао Шаньцзюй (кит.: 鲍珊菊, нар. 3 листопада 1997) — китайська велогонщиця, олімпійська чемпіонка 2020 року.

## Виступи на Олімпіадах
| Олімпіада  | Дисципліна       | Місце |
| ---------- | ---------------- | ----- |
| Токіо 2020 | спринт           | 15    |
| Токіо 2020 | кейрін           | 27    |
| Токіо 2020 | командний спринт | 1     |

## Зовнішні посилання
- Шаньцзюй [Архівовано 8 серпня 2021 у Wayback Machine.] на сайті CycleBase